# Charles Dunoyer

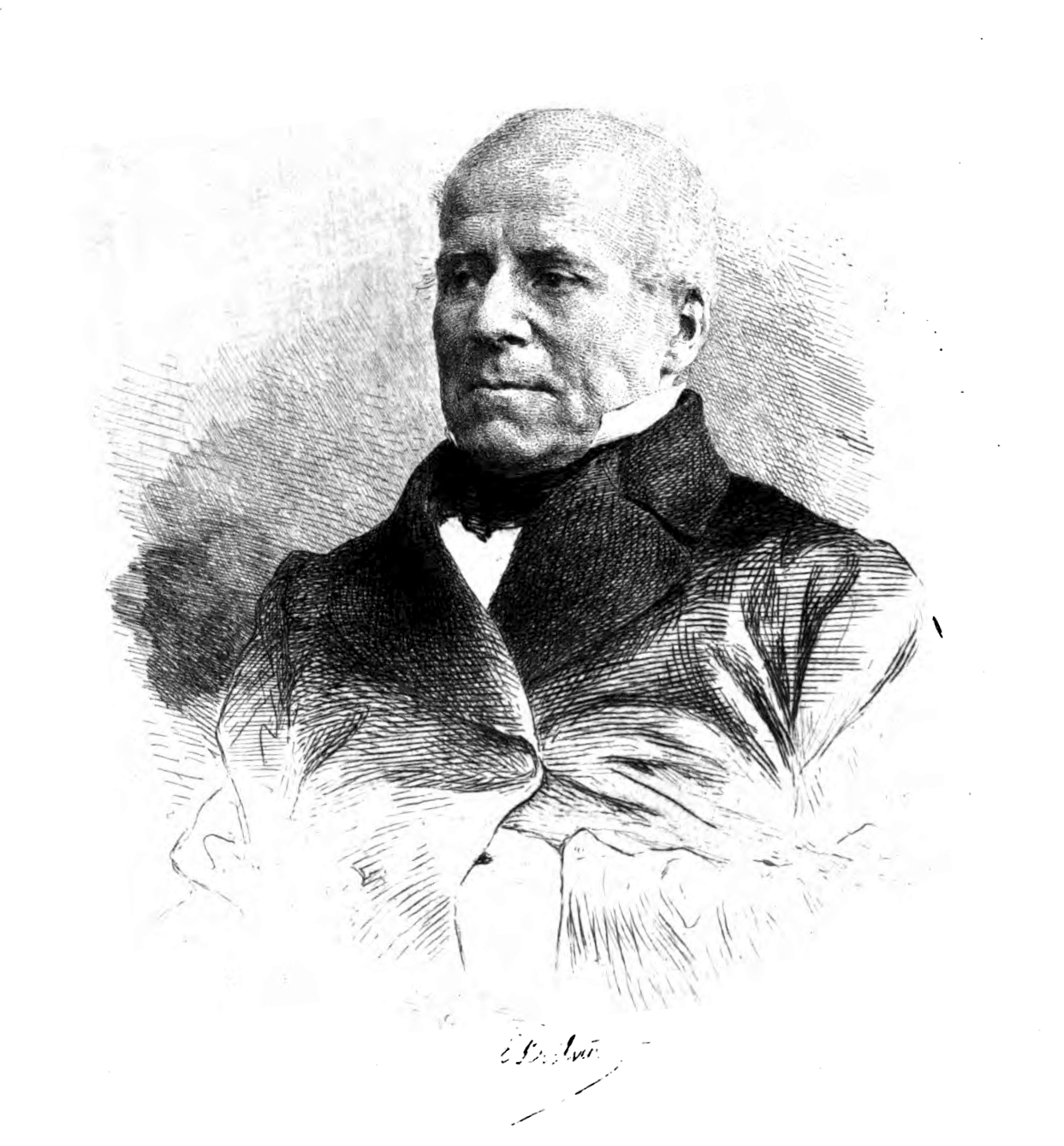
Charles Dunoyer.

Barthélemy Charles Dunoyer, född 20 maj 1786, död 4 december 1862, var en fransk nationalekonom.
Efter att 1814–1820 i samarbete med Charles Comte ha utgivit tidningen Le censeur ägnade sig Dunoyer åt nationalekonomisk forskning och utgav flera arbeten och tidskriftsuppsatser. Hans mest betydande verk är De la liberté du travail (3 band, 1845), som präglas av en extremt liberal uppfattning i fråga om näringslivets frihet. Dunoyer ansåg, att man bara behövde räkna med en produktionsfaktor, nämligen arbetet. Dunoyer, som var ivrig anhängare av julimonarkin, blev 1830 prefekt i departementet Somme och 1838 medlem av statsrådet, som han lämnade efter statskuppen 1851. Han bekämpade det andra kejsardömet energiskt. Dunoyers samlade arbeten utgavs i tre band 1870–1886.